# Joubinella streklovi
Joubinella streklovi är en kräftdjursart som beskrevs av Gurjanova 1952. Joubinella streklovi ingår i släktet Joubinella och familjen Phoxocephalidae. Inga underarter finns listade i Catalogue of Life.